# ГАЕС Хонґава
ГАЕС Хонґава (яп. 本川発電所, Хонґава хацуденшьо, Гепберн: Hongawa hatsudensho) — гідроакумулювальна електростанція в Японії на острові Сікоку.
Як нижній резервуар станції використали водосховище ГЕС Охаші (5,5 МВт), створене у кінці 1930-х на річці Йошіно (на східному узбережжі острова у місті Токушіма впадає до протоки Кії, що відділяє Сікоку від острова Хонсю). Тоді тут звели бетонну гравітаційну греблю висотою 74 метра та довжиною 187 метрів, яка потребувала 174 тис. м3 матеріалу. Вона утримує водосховище з площею поверхні 1 км2 та об'ємом 24 млн м3 (корисний об'єм 19 млн м3).
Верхній резервуар розташували у верхів'ї річки Сетогава, правої притоки Йошіно. Для цього звели кам'яно-накидну греблю висотою 88 метрів та довжиною 352 метра, яка потребувала 3,1 млн м3 матеріалу. Вона утримує водосховище з площею поверхні 0,29 км2 та об'ємом 5,8 млн м3 (корисний об'єм 5,1 млн м3).
Від верхнього резервуару до машинного залу прямує тунель довжиною 2,4 км з перетином 6х6 метрів, який переходить у два напірні водоводи довжиною по 0,9 км зі спадаючим діаметром від 6 до 2,1 метра. З'єднання із нижнім резервуаром забезпечується через тунель довжиною 1 км з перетином 6х4,3 метра. В системі також працює вирівнювальний резервуар висотою 87 метрів з діаметром 6 метрів.
Основне обладнання станції становлять дві оборотні турбіни типу Френсіс загальною потужністю 629,6 МВт (номінальна потужність станції рахується як 615 МВт), які використовують напір у 528 метрів.